# Lacmellea utilis
Lacmellea utilis là một loài thực vật có hoa trong họ La bố ma. Loài này được (Arn.) Markgr. mô tả khoa học đầu tiên năm 1941.